# Raphaelle Peale
Pour les articles homonymes, voir Peale.
Raphaelle Peale, né le 17 février 1774 à Annapolis dans le Maryland et mort le 4 mars 1825 à Philadelphie en Pennsylvanie, est un peintre américain, fils du fameux portraitiste Charles Willson Peale (1741-1827) et frère de Titian Ramsay Peale.

## Œuvres

### Galerie

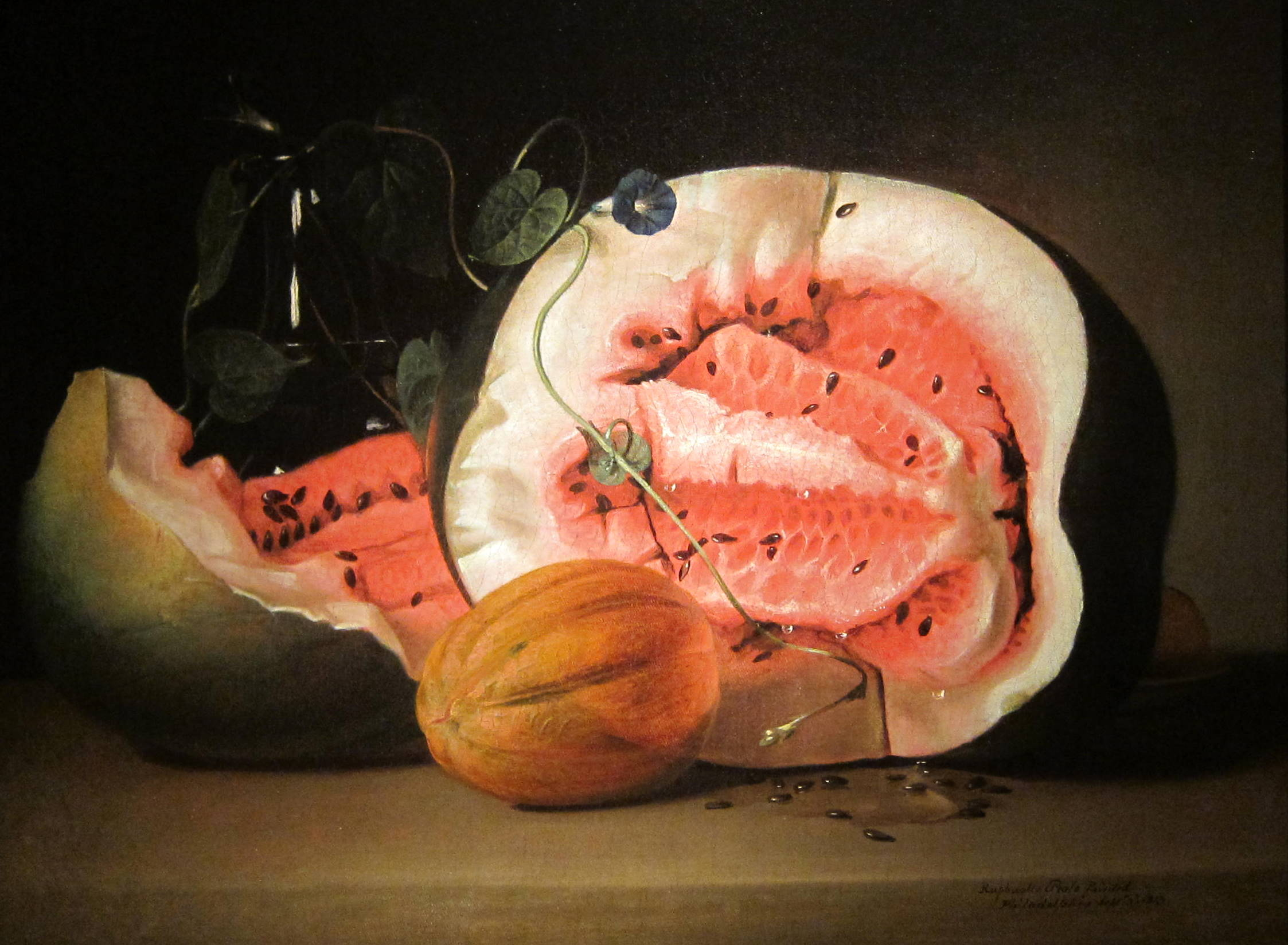
Melons and Morning Glories (1813)
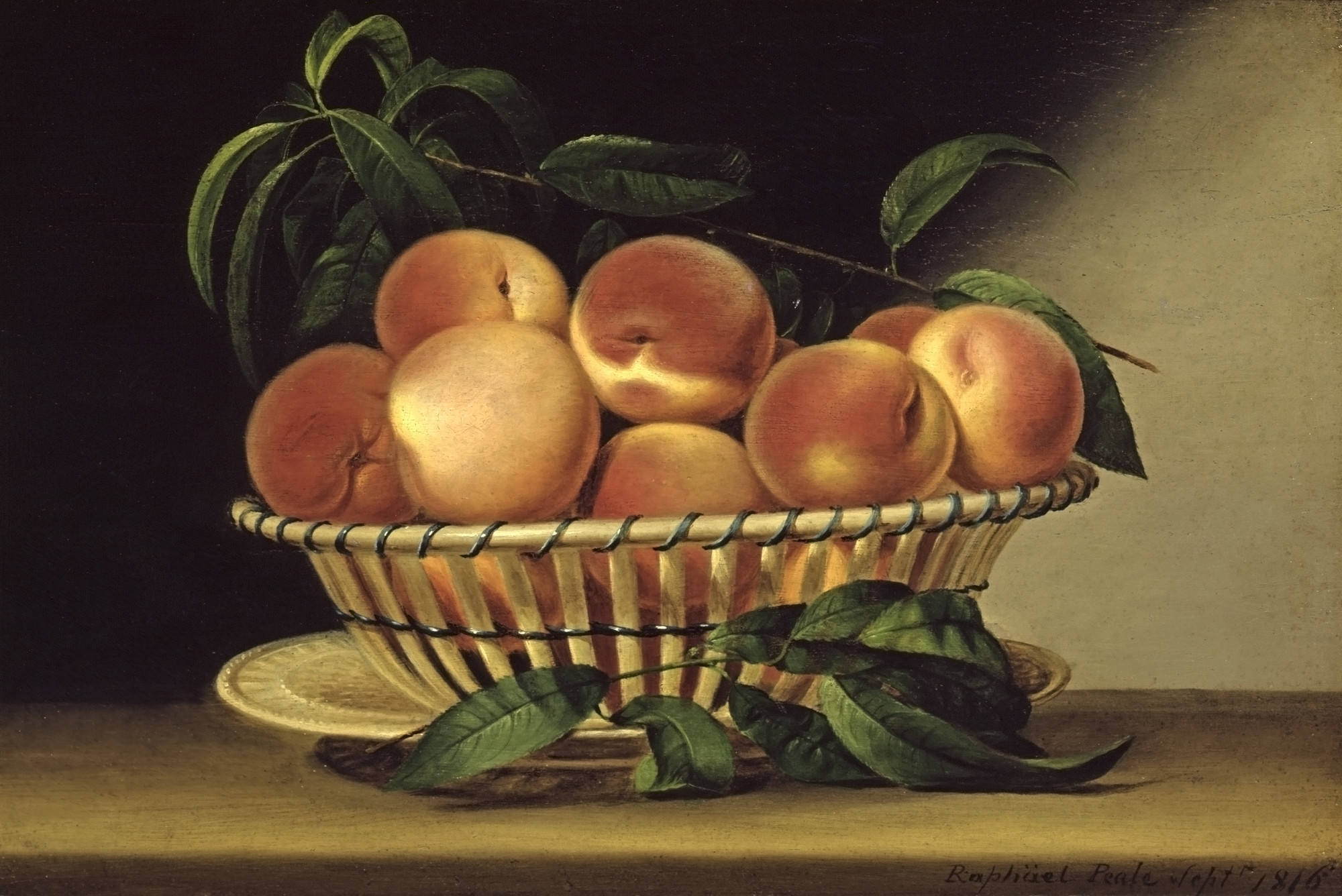
Bowl of Peaches (1818)
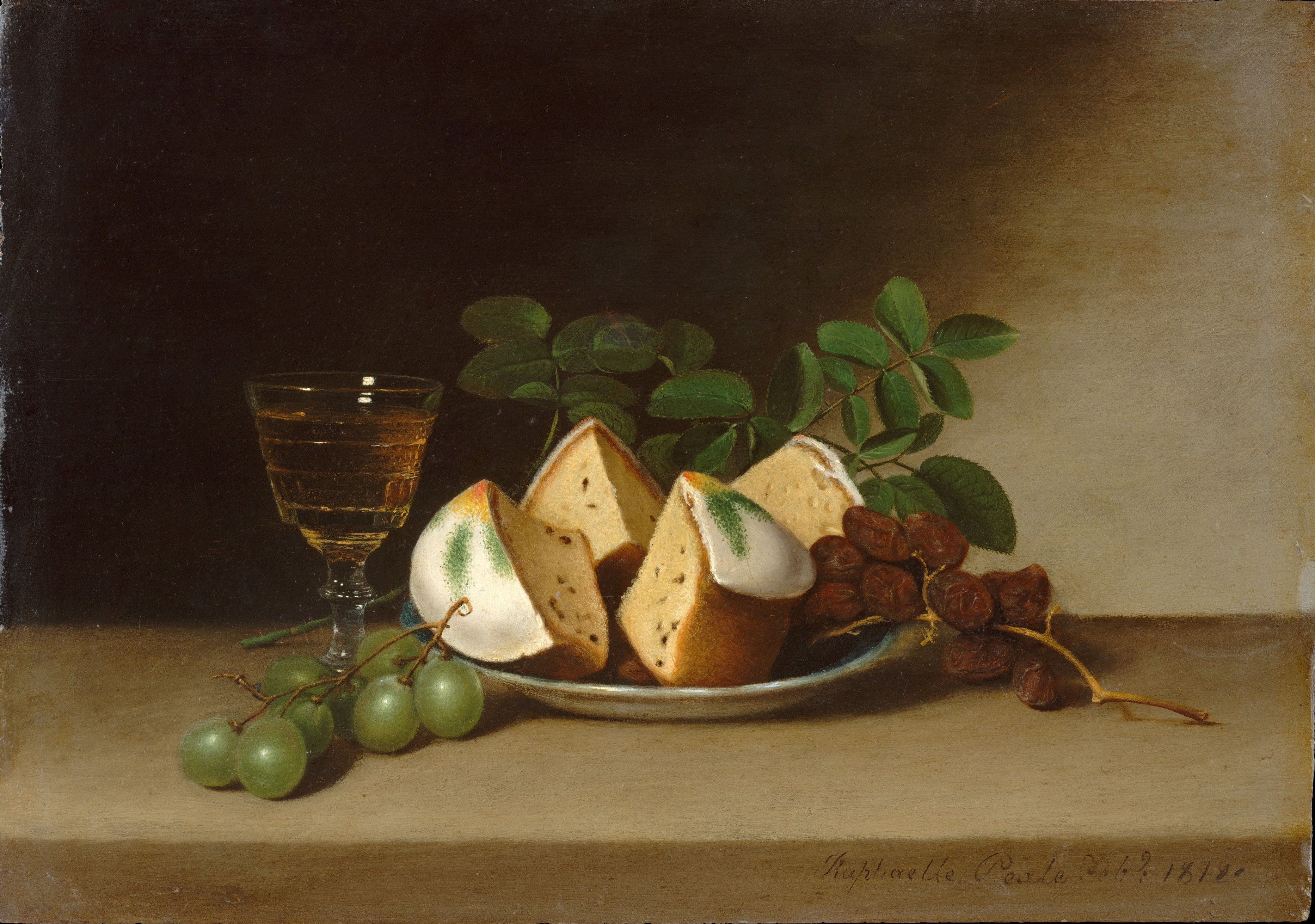
Still Life with Cake (1818)
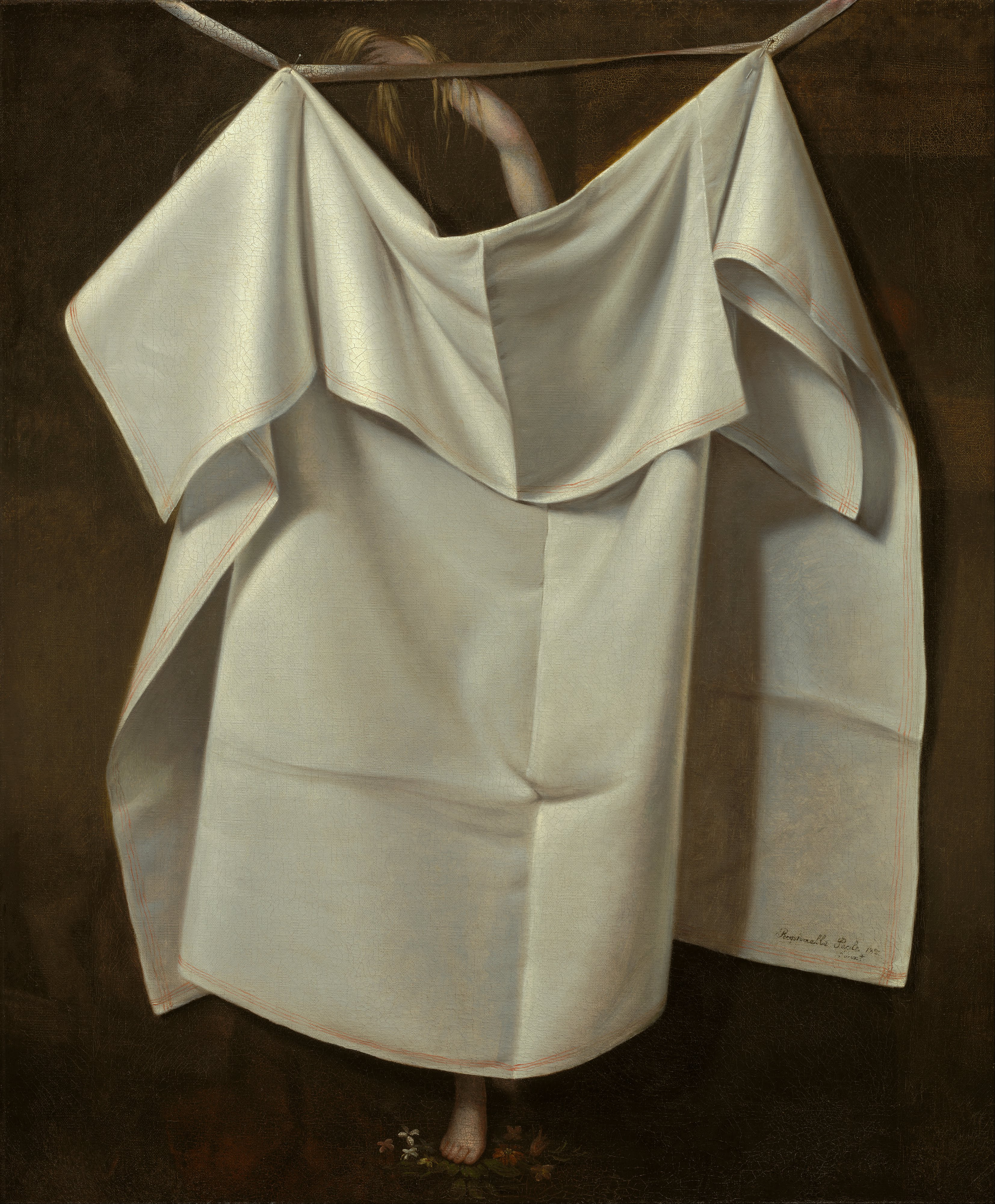
Venus Rising from the Sea — A Deception (c. 1822)
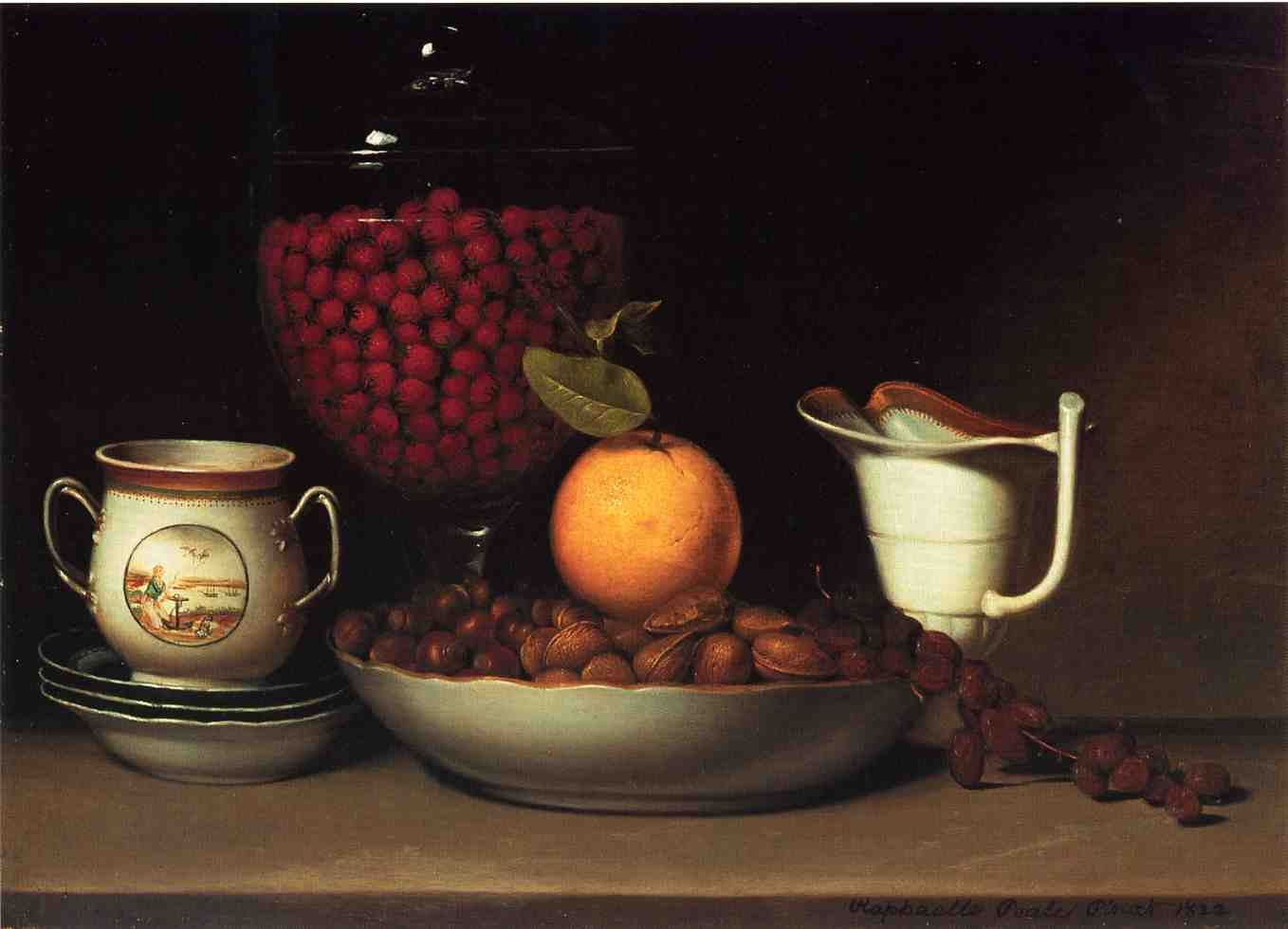
Still Life: Strawberries, Nuts &c. (c. 1822)

## Orientation bibliographique
- David C. Ward et Sidney Hart (1994). Subversion and Illusion in the Life and Art of Raphaelle Peale, American Art, 8 (3-4) : 96-121.  (ISSN 1073-9300)